# Двамата от джунглата
„Двамата от джунглата“ е български телевизионен игрален филм (детски, приключенски) от 1975 година на режисьора Кремена Здравкова, по сценарий на Кина Къдрева. Оператор е Иван Червенов. Музикално оформиление Димитър Герджиков, а художник е Нона Чипева.

## Актьорски състав
| Роля         | Изпълнител            |
| ------------ | --------------------- |
| Колето       | Христо Тошев          |
| Борето       | Георги Георгиев       |
| майката      | Весела Колева         |
| партизанинът | Иван Кутевски         |
| Иван „Късия“ | Илия Чакъров          |
| клисарят     | Любомир Миладинов     |
|              | Минка Попова          |
|              | Румяна Георгиева      |
|              | Чавдар Танов          |
|              | граждани на Велинград |